# Louis Clapisson

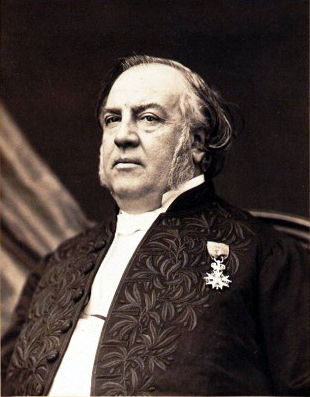
Louis Clapisson

Antoine-Louis Clapisson (* 15. September 1808 in Neapel; † 19. März 1866 in Paris) war ein französischer Komponist.

## Leben
Clapisson war der Sohn des Hornisten Antoine Clapisson, der Mitglied der Kapelle des Königs Joachim Murat und später Erster Hornist am Theater von Bordeaux war und von dem einige Kompositionen für Horn überliefert sind. Er studierte am Pariser Konservatorium bei Antonín Reicha und wirkte dann als Zweiter Violinist an der Pariser Oper.
Er komponierte eine Anzahl erfolgreicher komischer Opern und wurde 1847 zum Ritter der Ehrenlegion ernannt. 1854 wurde er Mitglied der Académie des Beaux-Arts. Seit 1861 unterrichtete er Harmonielehre am Conservatoire de Paris. Hier wurde er im  Folgejahr außerdem Kurator der Sammlung historischer Musikinstrumente, die zu großen Teilen aus seinem Besitz stammten und die er selbst restauriert hatte.

## Werke
- La Figurante ou L’Amour et la danse, komische Oper, Libretto: Eugène Scribe, Jean-Henri Dupin, UA 1838
- La Symphonie ou Maître Albert, komische Oper, Libretto: Jules-Henri Vernoy de Saint-Georges, UA 1839
- La Perruche, komische Oper, Libretto: Philippe François Pinel (Dumanoir), Jean-Henri Dupin, UA 1840
- Le Pendu, komische Oper, Libretto: de Courcy, Pierre François Adrien Carmouche, UA 1841
- Frère et mari, komische Oper, Libretto: Théodore Polak, Henri Humbert, UA 1841
- Le Code noir, komische Oper, Libretto: Eugène Scribe, UA 1842
- Les Bergers Trumeaux, Buffo-Oper, Libretto: Charles Désiré Dupeuty, de Courcy, UA 1845
- Gibby la Cornemuse, komische Oper, Libretto: Alphonse de Leuven, Léon Lhérie (Brunswick), UA 1846
- Don Quichotte et Sancho Pochade musicale, Libretto: Félix-Auguste Duvert nach Miguel de Cervantes, UA 1847
- Jeanne la folle, Große Oper, Libretto: Eugène Scribe, UA 1848
- La Statue équestre, komische Oper, Libretto: Eugène Scribe, UA 1850
- Les Mystères d’Udolphe, komische Oper, Libretto: Eugène Scribe, Germain Delavigne, UA 1852
- La Promise, Historiette provençale, Libretto: Alphonse de Leuven, Léon Lhérie, UA 1854
- Dans les vignes, Tableau villageois, Libretto: Léon Lhérie, Arthur de Beauplan, UA 1854
- Le Coffret de Saint Domingue, Opéra de salon; Libretto: Émile Deschamps, UA 1855
- Les Amoureux de Perrette, komische Oper, Libretto: UA 1855
- La Fanchonnette, Komische Oper, Libretto: Jules-Henri Vernoy de Saint-Georges, Alphonse de Leuven, UA 1856
- Le Sylphe, komische Oper, Libretto: Jules-Henri Vernoy de Saint-Georges, UA 1856
- Margot, komische Oper, Libretto: Jules-Henri Vernoy de Saint-Georges, Alphonse de Leuven, UA 1857
- Les Trois Nicolas, komische Oper, Libretto: Eugène Scribe, Bernard Lopez, Gabriel de Lurieu, 1858
- Madame Grégoire ou La Nuit du mardi-gras, komische Oper, Libretto: Eugène Scribe, Henry Boisseau, UA 1861
- La Poularde de Caux, Operette (Gemeinschaftswerk mit François-Auguste Gevaert, Eugène Gautier, Ferdinand Poise, Auguste-Ernest Bazille und Sylvain Mangeant), Libretto: Alphonse de Leuven, Victor Prilleux, UA 1861